# Royal Albert Hall London May 2-3-5-6 2005
Albums de Cream
Cream Gold
(2005)
Royal Albert Hall, London May 2-3-5-6, 2005 est un album tiré des concerts en public du groupe Cream lors de leur réunion au Royal Albert Hall en 2005. Comme le titre l'indique ces concerts ont été donnés les 2, 3, 5 et 6 mai 2005.
Cinq mois après cette série de spectacles les enregistrements sont sortis en double Compact Disc et double DVD. En décembre de la même année est sorti un ensemble de trois disques phonographiques. Il existe aussi une version HD DVD.
L'album est resté quatre semaines dans le Billboard 200 atteignant une 59e place la semaine du 22 octobre 2005.

## Liste des titres
Tous les titres ont été enregistrés le 6 mai sauf mention contraire. À part un bref extrait de Clapton s'adressant au public dans la version DVD aucun contenu n'est tiré du spectacle du 2 mai
L'enregistrement de Sitting on Top of the World, les prises alternatives de We're Going Wrong et Sunshine of Your Love ainsi que les interviews ne sont présentes que sur les DVD. Tous les autres titres sont communs à la version CD.

### CD
| 1.  | I'm So Glad                  | Skip James                    | 6:18  |
| 2.  | Spoonful                     | Willie Dixon                  | 11:28 |
| 3.  | Outside Woman Blues          | Blind Joe Reynolds            | 4:33  |
| 4.  | Pressed Rat and Warthog      | Ginger Baker, Mike Taylor     | 3:21  |
| 5.  | Sleepy Time Time             | Jack Bruce, Janet Godfrey     | 6:08  |
| 6.  | N.S.U.                       | Bruce                         | 6:02  |
| 7.  | Badge                        | Eric Clapton, George Harrison | 4:28  |
| 8.  | Politician                   | Bruce, Pete Brown             | 5:08  |
| 9.  | Sweet Wine                   | Baker, Godfrey                | 6:28  |
| 10. | Rollin' and Tumblin'         | Muddy Waters                  | 5:02  |
| 11. | Stormy Monday                | T-Bone Walker                 | 8:09  |
| 12. | Deserted Cities Of The Heart | Bruce, Brown                  | 3:56  |

| 1. | Born Under a Bad Sign            | Booker T. Jones, William Bell | 5:31  |
| 2. | We're Going Wrong                | Bruce                         | 8:26  |
| 3. | Crossroads (arrangement Clapton) | Robert Johnson                | 4:55  |
| 4. | White Room                       | Bruce, Brown                  | 6:18  |
| 5. | Toad                             | Baker                         | 12:06 |
| 6. | Sunshine of Your Love            | Bruce, Clapton, Brown         | 8:46  |
| 7. | Sleepy Time Time (Alternate)     | Jack Bruce, Janet Godfrey     | 6:07  |

### DVD
| 1.  | I'm So Glad                                  | James             |  |
| 2.  | Spoonful                                     | Dixon             |  |
| 3.  | Outside Woman Blues                          | Reynolds          |  |
| 4.  | Pressed Rat and Warthog                      | Baker, Taylor     |  |
| 5.  | Sleepy Time Time                             | Bruce, Godfrey    |  |
| 6.  | N.S.U.                                       | Bruce             |  |
| 7.  | Badge                                        | Clapton, Harrison |  |
| 8.  | Politician                                   | Bruce, Brown      |  |
| 9.  | Sweet Wine                                   | Baker, Godfrey    |  |
| 10. | Rollin' and Tumblin'                         | Waters            |  |
| 11. | Stormy Monday                                | Walker            |  |
| 12. | Deserted Cities of the Heart                 | Bruce, Brown      |  |
| 13. | Born Under a Bad Sign                        | Jones, Bell       |  |
| 14. | We're Going Wrong                            | Bruce             |  |
| 15. | Sleepy Time Time (prise alternative, Bonus)  | Bruce, Godfrey    |  |
| 16. | We're Going Wrong (prise alternative, Bonus) | Bruce             |  |

| 1. | Crossroads (arrangement Clapton)                 | Johnson               |  |
| 2. | Sitting On Top of the World                      | Chester Burnett       |  |
| 3. | White Room                                       | Bruce, Brown          |  |
| 4. | Toad                                             | Baker                 |  |
| 5. | Sunshine of Your Love                            | Bruce, Clapton, Brown |  |
| 6. | Sunshine of Your Love (prise alternative, Bonus) | Bruce, Clapton, Brown |  |
| 7. | Interviews de Baker, Bruce et Clapton (Bonus)    |                       |  |

### Dates
1. 1 2 3 4 5 6 7 8 9 10 11  Enregistrés le 3 mai.
2. 1 2 3 4  Enregistrés le 5 mai.

## Personnel
- Jack Bruce – chant, guitare basse, harmonica
- Eric Clapton – guitare, chant
- Ginger Baker – batterie, chant

- Simon Climie – producteur son
- Mick Guzauski – mixage son